# Мехомийска българска община
Мехомийската или Разложката българска черковно-училищна община е гражданско-църковно сдружение на българите екзархисти, създадено около 1829 година в разложкия град Мехомия, тогава в Османската империя.

## История
Общината се заражда след 1829 година и последвалите Одринския мирен договор реформи в Османската империя. Тя е една от първите в Разлога, която получава ферман за строеж на църква и в 1834 година в града общината изгражда храма „Свети Георги“. Членове на общината са представителят в меджлиса Цветко Кондев, Яне Ботков, Гере Шишков, Петър Татарски, Михаил Попйосифов. В годините на Кримската война (1853 – 1856), общината е официално призната от османските власти и поема редица административни функции.
В 1846 – 1861 година общината е начело на борбата с гръцкия владика Матей Самоковски. Поддържа активни връзки с Цариградската българска община, водача на българската църковна борба. В 1873 година общинарите поп Никола Ангелов, Никола Каназирев, Кипре Максев и Бильо Хаджийски пишат на руския пловдивски вицеконсул Найден Геров да изпрати момче от Мехомия на обучение в Русия.
След Априлското въстание (1876) и последвалата Руско-турска война (1877 – 1878), подобно на другите български общини в Македония, Мехомийската община не е призната от властите и дейността ѝ се ограничава. На 15 ноември 1888 година общината праща молба до Великия везир, подпечатана и със 70 селски кметски печата, в която твърди, че причината за неуредиците в духовния и обществения живот на българите е непризнаването на общината от властите.
На 1 януари 1889 година е избрана нова община с председател Атанас Хаджитодоров, секретар-касиер Кипре Максев и членове поп Никола Ангелов, Петър Рачев, Никола Елчинов и Трендафил Георгиев. След 1891 година общината се активизира и тя построява изцяло със свои пари съвременна училищна сграда.
В 1893/1894 година в мехомийското класно училище преподават Константин Найденов (главен учител на 22 години), Димитър Хаджийски (на 33 години), Димитър Бодков (на 20 години), Данаил Ангелов (на 25 години), Георги Д. Найденски (на 20 години), а в началното училище - Петър Лачинов (на 19 години), Мария Скорчева (на 16 години) и Ахмед ефенди (на 24 години).
Към 1905 година председаател е свещеник Икономов.
| Учители в 1897/1898 година | Учители в 1897/1898 година  | Учители в 1897/1898 година | Учители в 1897/1898 година                                   |
| Номер                      | Име                         | Месторождение              | Образование                                                  |
| -------------------------- | --------------------------- | -------------------------- | ------------------------------------------------------------ |
| 1.                         | Атанас Томов, главен учител | Годлево                    | Кюстендилското педагогическо училище в 1896 година           |
| 2.                         | Димитър Хаджийски           | Мехомия                    | IV клас на Солунската българска мъжка гимназия в 1885 година |
| 3.                         | Георги Найденов             | Мехомия                    | I курс на Сярското българско педагогическо училище           |
| 4.                         | Петър Лачинов               | Мехомия                    | I курс на Сярското българско педагогическо училище           |
| 5.                         | Тодор Икономов              | Каракьой                   | гимназия в Солун и София                                     |
| 6.                         | Мария Астардониева          | Неврокоп                   | III клас на Солунската българска девическа гимназия          |
| 7.                         | Благой Икономов             | Мехомия                    | I клас в село Костенец                                       |

| Учители в 1899/1900 година | Учители в 1899/1900 година        | Учители в 1899/1900 година | Учители в 1899/1900 година | Учители в 1899/1900 година                                                     |
| Номер                      | Име                               | Възраст                    | Месторождение              | Образование                                                                    |
| -------------------------- | --------------------------------- | -------------------------- | -------------------------- | ------------------------------------------------------------------------------ |
| 1.                         | Крум Сп. Прокопиев, главен учител | 26                         | Гайтаниново                | Солунската българска мъжка гимназия в 1895 година                              |
| 2.                         | Георги Алакушев                   | 22                         | Търлис                     | нечетимо                                                                       |
| 3.                         | Тодор Икономов                    | 22                         | Каракьой                   | гимназия в Солун и София                                                       |
| 4.                         | Димитър Хаджийски                 | 38                         | Мехомия                    | IV клас на Солунската българска мъжка гимназия в 1885 година                   |
| 5.                         | Петър Лачинов                     | 23                         | Мехомия                    | I педагогически курс на Сярското българско педагогическо училище в 1900 година |
| 6.                         | Христо Кирев                      | 20                         | нечетимо                   | нечетимо                                                                       |

| Учители в 1899/1900 година | Учители в 1899/1900 година   | Учители в 1899/1900 година | Учители в 1899/1900 година | Учители в 1899/1900 година                                       |
| Номер                      | Име                          | Възраст                    | Месторождение              | Образование                                                      |
| -------------------------- | ---------------------------- | -------------------------- | -------------------------- | ---------------------------------------------------------------- |
| 1.                         | Никола Хърлев, главен учител | 31                         | Горно Броди                | Солунската българска мъжка гимназия в 1892 година                |
| 2.                         | Тодор Икономов               | 23                         | Каракьой                   | VI клас на реална гимназия в София                               |
| 3.                         | Петър Георгиев               | 20                         | Годлево                    | Сярското българско педагогическо училище в 1900 година           |
| 4.                         | Димитър Хаджийски            | 29                         | Мехомия                    | IV клас на Солунската българска мъжка гимназия в 1885 година     |
| 5.                         | Георги Найденов              | 29                         | Мехомия                    | I курс на Сярското българско педагогическо училище в 1897 година |
| 6.                         | Петър Лачинов                | 24                         | Мехомия                    | I курс на Сярското българско педагогическо училище в 1897 година |
| 7.                         | Елена Калайджиева            | 18                         | Неврокоп                   | V клас на Солунска българска девическа гимназия в 1897 година    |
| 8.                         | Сабри ефенди                 | 20                         | Мехомия                    | Турско училище в Неврокоп                                        |

| Учители в Разложката околия 1904/1905 година | Учители в Разложката околия 1904/1905 година | Учители в Разложката околия 1904/1905 година | Учители в Разложката околия 1904/1905 година | Учители в Разложката околия 1904/1905 година | Учители в Разложката околия 1904/1905 година                      |
| Номер                                        | Селище                                       | Име                                          | Възраст                                      | Месторождение                                | Образование                                                       |
| -------------------------------------------- | -------------------------------------------- | -------------------------------------------- | -------------------------------------------- | -------------------------------------------- | ----------------------------------------------------------------- |
| 1.                                           | Баня                                         | свещеник Коста Георгиев                      | 25                                           | Баня                                         | III клас в Банско                                                 |
| 2.                                           |                                              | Иван Губеров                                 | 38                                           | Баня                                         | IV отделение в Баня                                               |
| 3.                                           | Бачево                                       | Коста Атанасов, главен учител                | 35                                           | Бачево                                       | III клас в Банско                                                 |
| 4.                                           |                                              | Мария Димитрова                              | 16                                           | Неврокоп                                     | III клас в Неврокоп                                               |
| 5.                                           | Белица                                       | Георги Попиванов                             | 28                                           | Белица                                       | IV клас на Сярското българско педагогическо училище в 1897 година |
| 6.                                           |                                              | Петър Хаджипетров                            | 38                                           | Якоруда                                      | I клас в Якоруда                                                  |
| 7.                                           | Годлево                                      | Андрей Попянев                               | 27                                           | Годлево                                      | I курс на Кюстендилското педагогическо училище                    |
| 8.                                           | Горно Драглища                               | Лазар Захариев                               | 24                                           | Недобърско                                   | III клас в Банско                                                 |
| 9.                                           | Долно Драглища                               | Миленко Г. Боянов                            | 24                                           | Долно Драглища                               | III клас в Мехомия                                                |
| 10.                                          | Добринища                                    | Спас Попгеоргиев                             | 46                                           | Добринища                                    | I педагогически курс на Солунската българска мъжка гимназия       |
| 11.                                          |                                              | Георги Михайлов                              | 19                                           | Добринища                                    | III клас в Банско                                                 |
| 12.                                          |                                              | Пантелей Даскалов                            | 14                                           | Добринища                                    | IV отделение в Мехомия                                            |
| 13.                                          | Елешница                                     | Георги Костадинов                            | 46                                           | Годлево                                      | III клас в Мехомия                                                |
| 14.                                          |                                              | Витан Рашинков                               | 22                                           | Елешница                                     | I клас в Мехомия                                                  |
| 15.                                          | Недобърско                                   | Алекса Костадинов                            | 26                                           | Недобърско                                   | III клас в Банско                                                 |
| 16.                                          | Якоруда                                      | Георги Атанасов                              | 31                                           | Якоруда                                      | V клас в Пазарджик                                                |
| 17.                                          |                                              | Георги Гьошев                                | 22                                           | Якоруда                                      | III клас на Сярското българско педагогическо училище              |
| 18.                                          |                                              | Павел Попфилипов                             | 20                                           | Якоруда                                      | II клас на Сярското българско педагогическо училище               |
| 19.                                          |                                              | Никола Баклов                                | 17                                           | Якоруда                                      | I клас в Якоруда                                                  |

След като градът попада в България в 1912 година общината е разпусната и е назначена нова общинска управа.